# Me and Bobby McGee

Me and Bobby McGee est une chanson écrite par Kris Kristofferson et Fred Foster, jouée pour la première fois par Roger Miller. La version la plus connue est celle enregistrée par Janis Joplin la veille de sa mort et sortie en 1971.

## Histoire de la chanson
Selon un fait révélé en 2008 dans Songwriter Magazine et désormais confirmé en 2016, la chanson parle d'une femme. Bobby McGee est en réalité Barbara McKee, surnommée Bobby. Elle était alors la secrétaire de Boudleaux Bryant, un ami de Fred Foster, et tous travaillaient dans le même immeuble. Lorsque Foster rendait visite à Bryant, ce dernier insinuait qu'il venait en fait voir McKee. L'idée de la chanson est née de cette anecdote. McGee est une déformation de McKee, en effet Kristofferson avait mal compris le nom évoqué par Foster. 
On comprend que Bobby est une femme dans la version de Kris Kristofferson par l'emploi de « she » et « her », tandis que dans la version de Janis Joplin, Bobby est un homme par l'emploi des mots he, him et my man.

## La version deRoger Miller
Si certaines  sources[Lesquelles ?] déclarent que Gordon Lightfoot a été le premier à enregistrer la chanson, Roger Miller est le premier artiste à en faire un succès en 1969. La chanson est sortie sur l'album Roger Miller 1970.

## La version deJanis Joplin
Elle est enregistrée la veille de sa mort en octobre 1970. Elle sort sur l'album Pearl en 1971. et devient le second succès posthume de l'histoire de la musique populaire américaine[réf. nécessaire], après (Sittin' On) The Dock of the Bay d'Otis Redding.

## Dans la culture
- 1994 : L'Eau froide d'Olivier Assayas (version de Janis Joplin- bande originale)
- 2015 : La Belle Saison de Catherine Corsini (version de Janis Joplin)
- 2022 : Les Amandiers de Valeria Bruni-Tedeschi (version de Janis Joplin)

## Reprises et adaptations

### Reprises
- 1970 : Gordon Lightfoot sur l'album Sit Down Young Stranger (renommé par la suite If You Could Read My Mind)
- 1970 : Kris Kristofferson sur l'album Kristofferson. Kristofferson a exécuté la chanson en concert au Festival de l'île de Wight en 1970. Elle figure sur le CD et le DVD de l'événement sortis 30 ans plus tard (Message to Love: The Isle of Wight Festival 1970)
- 1970 : Bill Haley & His Comets sur l'album Rock Around the Country. Cette version aurait eu l'approbation de Kristofferson[4]
- 1970 : Janis Joplin sur l'album Pearl
- 1971 : Jerry Lee Lewis (Face B de Would You Take Another Chance on Me).
- 1971 : Olivia Newton-John sur l'album If Not for You
- 1971 : The Grateful Dead sur l'album Skull & Roses et en concert comme à Exposition Center le 21 mars 1971[5]
- 1972 : Johnny Cash on the live Pa Osteraker
- 1973 : Shakin' Stevens and the Sunsets sur l'album Shakin' Stevens & Sunsets
- 1975 : Lonnie Donegan
- 1979 : Gianna Nannini (Io E Bobby McGee) sur l'albumCalifornia
- 1983 : Joan Baez sur l'album Live Europe 83
- 1994 : Little Willie Littlefield sur l'album Yellow Boogie & Blues
- 1999 : LeAnn Rimes sur l'album LeAnn Rimes
- 1999 : Barb Jungr sur l'album Bare
- 2002 : Taylor Horn sur l'album taylor-made
- 2005 : Allison Crowe sur le double album Live at Wood Hall
- 2005 : Dolly Parton sur l'album Those Were The Days
- 2005 : Arlo Guthrie sur l'album Live in Sydney
- 2007 : Angela Kalule sur l'album Last King of Scotland OST
- 2009 : Ima sur l'album A la vida
- 2009 : Nicola Ciccone sur l'album Storyteller

#### Autres artistes
- Nana Mouskouri
- Arlo Guthrie
- Jack Jersey
- Loretta Lynn
- Waylon Jennings
- Willie Nelson
- Dave Dudley
- Dolly Parton
- Aaron Lewis
- Charley Pride
- Ramblin' Jack Elliott
- Kenny Rogers
- A Month of Sundays
- Bokkie En Sy Baanbrekers
- Pete "Big Dog" Fetters
- Brian McKnight
- Celinda Pink
- Barb Jungr
- The Platters
- Kapena
- Pink
- Jerry Jeff Walker
- Klaus Halen
- Impotent Sea Snakes
- Loquillo y los Trogloditas
- Bobbie Gentry
- Buck Owens
- Jennifer Love Hewitt

### Adaptations
- 1972 : Eddy Mitchell sur l'album Dieu bénisse le rock'n'roll, chante Bobby McGee sur des paroles françaises de Boris Bergman[6].
- 1972, Les Compagnons de la chanson, sur une adaptation de Bob Mehdi, chantent Bobby Mc Gee[7].
- 1975 : Johnny Hallyday sur l'album La Terre promise ; cette nouvelle adaptation nommée L'Histoire de Bobby McGee, est écrite par Michel Mallory[8].